# Bahnstrecke Portsmouth–Dover
| Gesellschaft: | PAR                  |                                     |                                     |
| Streckenlänge: | 17,67 km             |                                     |                                     |
| Spurweite: | 1435 mm (Normalspur) |                                     |                                     |
| |                      |                                     |                                     |
| \| \| \| \| \| \| \| \| von Boston \| \| \| \| 0,00 \| Portsmouth NH \| Portsmouth NH \| \| \| \| nach Portland \| \| \| \| \| North Mill Pond \| \| \| \| 1,35 \| Freemans Point NH \| Freemans Point NH \| \| \| 3,17 \| Piscataqua NH \| Piscataqua NH \| \| \| 5,10 \| Rollins Farm NH \| Rollins Farm NH \| \| \| 5,81 \| Dye Plant (früher Ship Yard) \| Dye Plant (früher Ship Yard) \| \| \| \| Anschluss (ehem. Pease AFB) \| \| \| \| 6,76 \| Newington NH \| Newington NH \| \| \| \| Great Bay \| \| \| \| 7,58 \| Dover Point NH \| Dover Point NH \| \| \| 8,82 \| Hilton NH \| Hilton NH \| \| \| 10,81 \| Bellamy NH \| Bellamy NH \| \| \| 12,71 \| Cushing NH \| Cushing NH \| \| \| 14,51 \| Güteranschluss einer Fabrik \| Güteranschluss einer Fabrik \| \| \| 15,48 \| Sawyer NH \| Sawyer NH \| \| \| 16,87 \| Dover NH Folsom Street \| Dover NH Folsom Street \| \| \| \| Cocheco River \| \| \| \| ca. 17,6 \| Dover NH Chestnut Street (bis 1897) \| Dover NH Chestnut Street (bis 1897) \| \| \| 17,67 \| Dover NH (Keilbahnhof) \| Dover NH (Keilbahnhof) \| \| \| \| von Wilmington \| \| \| \| \| nach Agamenticus \| \| |                      |                                     |                                     |
| |                      |                                     |                                     |
| Strecke |                      | von Boston                          | von Boston                          |
| Dienststation / Betriebs- oder Güterbahnhof | 0,00                 | Portsmouth NH                       | Portsmouth NH                       |
| Abzweig geradeaus und nach rechts |                      | nach Portland                       | nach Portland                       |
| Brücke über Wasserlauf |                      | North Mill Pond                     | North Mill Pond                     |
| ehemaliger Haltepunkt / Haltestelle | 1,35                 | Freemans Point NH                   | Freemans Point NH                   |
| ehemaliger Haltepunkt / Haltestelle | 3,17                 | Piscataqua NH                       | Piscataqua NH                       |
| ehemaliger Haltepunkt / Haltestelle | 5,10                 | Rollins Farm NH                     | Rollins Farm NH                     |
| Dienststation / Betriebs- oder Güterbahnhof | 5,81                 | Dye Plant (früher Ship Yard)        | Dye Plant (früher Ship Yard)        |
| Abzweig ehemals geradeaus und nach links |                      | Anschluss (ehem. Pease AFB)         | Anschluss (ehem. Pease AFB)         |
| Bahnhof (Strecke außer Betrieb) | 6,76                 | Newington NH                        | Newington NH                        |
| Brücke über Wasserlauf (Strecke außer Betrieb) |                      | Great Bay                           | Great Bay                           |
| Bahnhof (Strecke außer Betrieb) | 7,58                 | Dover Point NH                      | Dover Point NH                      |
| Haltepunkt / Haltestelle (Strecke außer Betrieb) | 8,82                 | Hilton NH                           | Hilton NH                           |
| Haltepunkt / Haltestelle (Strecke außer Betrieb) | 10,81                | Bellamy NH                          | Bellamy NH                          |
| Haltepunkt / Haltestelle (Strecke außer Betrieb) | 12,71                | Cushing NH                          | Cushing NH                          |
| Dienststation / Betriebs- oder Güterbahnhof (Strecke außer Betrieb) | 14,51                | Güteranschluss einer Fabrik         | Güteranschluss einer Fabrik         |
| Bahnhof (Strecke außer Betrieb) | 15,48                | Sawyer NH                           | Sawyer NH                           |
| Haltepunkt / Haltestelle (Strecke außer Betrieb) | 16,87                | Dover NH Folsom Street              | Dover NH Folsom Street              |
| Brücke über Wasserlauf (Strecke außer Betrieb) |                      | Cocheco River                       | Cocheco River                       |
| Bahnhof (Strecke außer Betrieb) | ca. 17,6             | Dover NH Chestnut Street (bis 1897) | Dover NH Chestnut Street (bis 1897) |
| Bahnhof (Strecke außer Betrieb) | 17,67                | Dover NH (Keilbahnhof)              | Dover NH (Keilbahnhof)              |
| Abzweig ehemals geradeaus und von links |                      | von Wilmington                      | von Wilmington                      |
| Strecke |                      | nach Agamenticus                    | nach Agamenticus                    |

Die Bahnstrecke Portsmouth–Dover ist eine eingleisige Eisenbahnstrecke in New Hampshire (Vereinigte Staaten). 

## Geschichte
Die Pläne für die Strecke gehen bereits auf das Jahr 1842 zurück. Am 21. Dezember dieses Jahres wurde die Portsmouth and Dover Railroad gegründet. Der Gründungsvertrag wurde am 29. Dezember 1848, am 8. Januar 1853 und am 7. Juli 1866 erneuert. Die normalspurige 17,67 Kilometer lange Eisenbahnstrecke von Portsmouth nach Dover wurde schließlich am 1. Februar 1874 eröffnet. Am gleichen Tag pachtete die Eastern Railroad die Gesellschaft für 50 Jahre. Mitte der 1890er Jahre wurde der kleine Güterschuppen am Abzweig der Strecke in Dover geschlossen. 1897 wurde auch der Personenbahnhof in Dover umgebaut. Der frühere eigene Endbahnhof der Strecke an der Chestnut Street wurde zugunsten eines gemeinsamen Bahnhofs mit der Boston and Maine Railroad aufgegeben.
Am 1. Januar 1900 kaufte schließlich die Boston&Maine die Bahn. Aufgrund der sinkenden Beförderungszahlen entschied der Staat, die Brücke über die Great Bay in den 1920er Jahren in eine kombinierte Straßen-/Eisenbahnbrücke umzubauen. Am 12. August 1933 endete der Personenverkehr auf der Schiene zwischen Portsmouth und Dover, ebenso wie der durchgehende Güterverkehr. Eine neue Straßenbrücke über die Great Bay ging in Betrieb und Busse übernahmen die Verkehrsaufgaben. 1934 wurde die Eisenbahnbrücke abgerissen und die Strecke unterbrochen. Von Dover und Portsmouth aus fand weiterhin Anschlussgüterverkehr bis Dover Point bzw. Newington statt. Der Abschnitt von Dover Point bis zu einer Fabrik südlich von Sawyer ging 1936 außer Betrieb, im März 1938 die weitere Strecke bis Sawyer. Die offizielle Stilllegung dieser beiden Abschnitte sowie der Abbau der Anlagen erfolgte 1941. Mitte der 1950er Jahre entstand ein Anschlussgleis südöstlich von Newington zur neugebauten Pease Air Force Base.
Nach dem Konkurs der Boston&Maine übernahm die Guilford Transportation 1983 den Betrieb auf den beiden verbleibenden Streckenabschnitten. 1986 wurde die Bahn von Dover nach Sawyer stillgelegt. Lediglich ein kurzer Streckenstumpf vom Abzweig Dover bis vor die Brücke über den Cocheco River blieb noch einige Jahre in Betrieb, wurde dann jedoch in einen Parkplatz umgewandelt.
Heute besteht nur noch der Abschnitt von Portsmouth bis zum Dye Plant in Newington, um die dortigen Industrieanlagen an das Schienennetz anzubinden. Er wird weiterhin täglich von den Pan Am Railways benutzt, die 2006 aus der Guilford Transportation hervorgegangen waren und 2022 von CSX Transportation übernommen wurden. Der Anschluss zum Flughafen wird nicht mehr regelmäßig befahren, ist aber offiziell noch nicht stillgelegt.

## Streckenbeschreibung
Die Strecke beginnt in Portsmouth und zweigt aus der Bahnstrecke Portland–Portsmouth kurz vor deren Brücke über den Piscataqua River ab. Kurz hinter dem Abzweig überquert die Bahn die Mündung des North Mill Pond. Sie führt zunächst entlang des Piscataquis nach Nordwesten. Kurz vor dem früheren Bahnhof Newington zweigt das Anschlussgleis zur ehemaligen Pease Air Force Base, dem heutigen Portsmouth International Airport, ab. Hier endet die Strecke heute. Direkt nach dem Bahnhof überquerte die Strecke auf einer Fachwerkbrücke die Great Bay. Neben dem heutigen Spaulding Turnpike verlief die Trasse weiter nordwärts. Im Stadtgebiet von Dover führte die Bahn am Ostufer des Bellamy River entlang bis zum anfänglichen Endbahnhof an der Chestnut Street. Ein Verbindungsgleis mündete in die Bahnstrecke Wilmington–Agamenticus. Anfangs befand sich an der Abzweigstelle ein kleiner Güterschuppen. Später wurde der Bahnhof Dover in einen Keilbahnhof umgebaut. Die Gleisanlage war jedoch weiterhin so konstruiert, dass ein durchgehender Betrieb von Portsmouth auf die Bahnstrecke Dover–Alton Bay nicht möglich war.